# Carl Malmroth
Carl Anders Gustaf Malmroth, född 16 november 1874 i Mellan-Grevie socken, Malmöhus län, död 21 november 1934 i Jönköpings Sofia församling, Jönköpings län, var en svensk ämbetsman och politiker. 
Han var försvarsminister 19 april 1923 – 18 oktober 1924 och landshövding i Jönköpings län 1922–1934.

## Biografi
Malmroth blev 1897 filosofie kandidat och 1900 filosofie licentiat samt filosofie doktor på avhandlingen Om kamrarnas inbördes ställning i stater med tvåkammarsystem, allt vid Lunds universitet. Han kom därefter att avlägga hovrättsexamen där 1902, och tjänstgjorde sedan i Järnvägsstyrelsen och Civildepartementet, samt som sekreterare i riksdagens konstitutionsutskott. År 1909 blev Malmroth tillförordnad byråchef i Civildepartementet och föredragande inför Regeringsrätten, och övergick därifrån till Lantförsvarsdepartementet 1912. År 1915 blev han krigsråd och chef för Arméförvaltningens civila departements kameralbyrå. 
Malmroth var i Lantförsvarsdepartementet tillförordnad expeditionschef för administrativa ärenden 1911–1914 och för riksdagsärenden 1914–1916, samt från 1916 departementets expeditionschef. Jämsides härmed anlitades Malmroth från 1906 som sekreterare i flera riksdagsutskott, bland annat i rösträttsutskottet 1907 och i försvarsutskottet sommarriksdagen 1914, samt var sekreterare i reglementeringskommittén 1905–10 och i kommittén för riksdagsarbetets ordnande 1907. 
År 1917 blev Malmroth kansliråd och statssekreterare, 1918 sekreterare i försvarskommissionen och var 1919–1922 försvarsrevisionens generalsekreterare; 1920 blev han statssekreterare i Försvarsdepartementet. Efter detta blev Malmroth 19 april 1923 försvarsminister i Ernst Tryggers regering, och framlade 1924 regeringens förslag till ny försvarsorganisation. Efter förslagets fall i riksdagen och andrakammarvalet 1924 avgick han med den övriga ministären 18 oktober samma år. 
Efter statsrådstidens slut ägnade Malmroth helt sina krafter åt lokala uppdrag i Jönköpings län, där han blivit landshövding 1922 och kom att förbli som sådan fram till sin död. Särskilt intresse ägnade han byggnadsfrågor och vägväsendet i de samhällen som börjat växa fram med järnvägens utbyggnad i länet. Han var styrelseordförande i Smålands enskilda bank 1923–1930, i Munksjö ab. 1925–1934 och i försäkringsbolaget Allmänna brand 1930–1934.

### Privatliv
Carl Malmroth var son till kyrkoherden, teol. dr Anders Malmroth och Gustava, född Johansson. Han var gift först med Elsa Elliot från 1908 till hennes död 1931 och därefter med Elsa Herlitz från 1933 till sin död.

## Utmärkelser och ledamotskap
- Riddare av Nordstjärneorden, 1913.[3]
- Kommendör av andra klassen av Nordstjärneorden, 5 juni 1915.[4]
- Kommendör av första klassen av Nordstjärneorden, 6 juni 1921.[5]
- Ledamot av andra klassen av Kungl. Krigsvetenskapsakademien, 1914.[6]